# Protéase TEV
La protéase TEV, ou protéase du virus de la gravure du tabac, est une protéase à cystéine du virus de la gravure du tabac (TEV). Elle est apparentée à la chymotrypsine et catalyse l'hydrolyse de liaisons peptidiques situées en aval d'un résidu de glutamine, avec une spécificité particulière dépendant des six résidus en amont de cette liaison ; dans le cas du virus de la gravure du tabac, il s'agit de la séquence Glu–Xaa–Xaa–Tyr–Xaa–Gln, avec en aval un résidu Ser ou Gly. Cette enzyme est donc une endopeptidase. Elle forme la protéine A de l'inclusion nucléaire consécutive à une infection du tabac par l'ETV, d'où son nom systématique en anglais nuclear-inclusion-a endopeptidase. Son substrat naturel est la polyprotéine virale, mais les autres peptides qui contiennent la séquence appropriée sont également clivés.
La structure de la protéase TEV a été déterminée par cristallographie aux rayons X. Elle est constituée de deux tonneaux β et d'une queue C-terminale flexible, et est apparentée à la superfamille de la chymotrypsine. Bien qu'ayant des affinités avec les protéases à sérine telles que la trypsine, l'élastase ou encore la thrombine, les protéases TVE sont des protéases à cystéine, comme le sont de nombreuses autres peptidases virales.
La catalyse est réalisée par une triade catalytique constituée de résidus d'aspartate, d'histidine et de cystéine. Cette triade se répartit entre les deux tonneaux, avec le résidu Asp sur le tonneau β1 et les résidus His et Cys sur le tonneau β2. Le substrat se présente comme un feuillet β formant des interactions antiparallèles avec le fossé délimité par les deux tonneaux β et des interactions parallèles avec la queue C-terminale. L'enzyme entoure donc le substrat, les interactions entre chaînes latérales déterminant la spécificité de l'enzyme pour certaines séquences peptidiques.

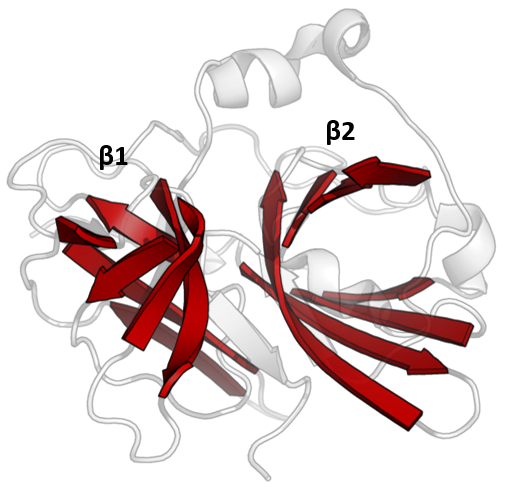
Représentation schématique d'une protéase TEV montrant les deux tonneaux β caractéristiques de la superfamille de la chymotrypsine.